# Fakta i Närbild
Fakta i Närbild är en serie faktaböcker utgivna av Bonnier som svenska översättningar av den engelska bokserien Eyewitness Books (utgiven av Dorling Kindersley). Böckerna är rikligt illustrerade och riktas främst till ungdomar men passar också för mindre barn och äldre.
Titlar (med författare och svenskt utgivningsdatum):
- Skelett, Steve Parker, 1988 (även i nyutgåva 2003)
- Stenar, R F Symes, 1988 (även i nyutgåva 2003)
- Gamla Vapen, Michele Byam, 1988
- Fåglar, David Burnie, 1988 (även i nyutgåva 2003)
- Forntida folk, 1989
- Fjärilar, Paul Whalley, 1989 (även i nyutgåva 2001)
- Träd, David Burnie, 1989
- Musikinstrument, Neil Ardley, 1989
- Dinosaurier, 1990, David Norman och Angela Milner (även i nyutgåva 2004)
- Flaggor, Willian Crampton, 1990 (även i nyutgåva)
- Däggdjur, Steve Parker, 1990 (även i nyutgåva 2004)
- Snäckor, Alex Arthur, 1990 (även i nyutgåva 2000)
- Flygmaskiner, Andrew Nahum, 1991 (även i nyutgåva 2001)
- Bilar, Richard Sutton, 1991
- Insekter, Laurence Mound, 1991
- Pengar, Joe Cribb, 1991 (även i nyutgåva 2000)
- Det gamla Egypten, George Hart, 1992
- Reptiler, Colin McCarthy, 1992
- Väder, Brian Cosgrove, 1992 (även i nyutgåva 2000)
- Uppfinningar, Lionel Bender, 1992
- Kläder, L. Rowland-Warne, 1993
- Upptäcktsresor, Rupert Matthews, 1993
- Kattdjur, Juliet Clutton-Brock, 1993
- Hunddjur, Juliet Clutton-Brock, 1993
- Bibelns länder, Jonathan N. Tubb, 1994
- Frågor och svar om natur, historia, och teknik, John Farndon, 1994
- Valar, Vassili Papastavrou, 1994 (även i nyutgåva 2003)
- Hajar, Miranda MacQuitty, 1994 (även i nyutgåva 2003)
- Hästar, Juliet Clutton-Brock, 1994
- Cowboy, David H. Murdoch, 1995
- Kristaller och ädla stenar, R F Symes och R R Harding, 1995 (även i nyutgåva 2003)
- Vikingar, Susan M. Margeson, 1995 (även i nyutgåva 2003)
- Apor, Ian Redmond, 1996
- Pirater, Richard Platt, 1996 (även i nyutgåva 2003)
- Nordamerikas indianer, David Murdoch, 1996
- Riddare, Christopher Gravett, 1996 (även i nyutgåva 2004)
- Religion, Myrtle Langley, 1997
- Häxor och trollkarlar, Douglas Hill, 1997
- Tåg, John Coiley, 1998
- Dans, Andrée Grau, 1999
- Framtid, Michael Tambini, 1999
- Media, Clive Gifford, 2000
- Mars, Stuart Murray, 2005

Utöver dessa fanns även en serie kallad Vetenskap i närbild om naturvetenskap:
- Kraft & rörelse, 1993
- Materia, 1993
- Ljus, 1993
- Människans kropp, 1994
- Elektricitet, 1994
- Ekologi, 1995
- Evolution, 1997
- Jorden, 1998
- Medicin, 1998
- Kemi, 1998
- Astronomi, 1998
- Tid och rum, 1998
- Energi, 1998
- Levande livet, 1998
- Teknik, 1998
- Elektronik, 1998

Under 90-talet kom även Fakta i Närbild ut som videofilmer:
- Hästar, Kattdjur och Hunddjur
- Skelett och Dinosaurier
- Hajar och Fiskar
- Reptiler och Kräldjur
- Insekter och Fåglar
- Djungel och Elefanter